# Stichting Academisch Erfgoed
De Stichting Academisch Erfgoed (SAE) is een stichting waarin Nederlandse universiteiten zijn vertegenwoordigd en die ernaar streeft dat academisch erfgoed wordt bewaard en goed wordt beheerd. Dit zijn de Universiteit van Amsterdam, de Technische Universiteit Delft, de Technische Universiteit Eindhoven, Tilburg University, de Rijksuniversiteit Groningen, de Universiteit Leiden, de Universiteit van Maastricht, de Radboud Universiteit Nijmegen, de Vrije Universiteit Amsterdam. de UR Wageningen en de Universiteit Utrecht.
De SAE fungeert als netwerk voor erfgoedbeheerders aan de universiteiten, werft subsidies voor gemeenschappelijke initiatieven en behartigt de belangen van het academisch erfgoed in het bestuurlijke circuit.

## Academisch erfgoed
Academisch erfgoed (ook: wetenschappelijk erfgoed of universitair erfgoed) wordt gevormd door objecten die het bijproduct zijn van het wetenschapsbedrijf door de eeuwen heen. Bijvoorbeeld: voorwerpen die gebruikt werden voor onderwijs of onderzoek: meetapparatuur, wiskundige modellen of botanische collecties. Ook de neerslag van onderzoek en onderwijs in archieven van hoogleraren, in collegedictaten en in boeken behoort tot het academisch erfgoed. Ten slotte wordt ook alles wat met de geschiedenis, cultuur en tradities van universiteiten te maken heeft er toe gerekend: portretten van hoogleraren, overblijfselen van het studentenleven, enz.

## Geschiedenis
De stichting werd in 1997 opgericht toen toenmalig staatssecretaris van OC&W Aad Nuis een subsidie van 12 miljoen gulden ter beschikking stelde. Deze subsidie werd ondergebracht bij de Mondriaan Stichting. In samenwerking met de Mondriaan Stichting werd een plan van aanpak ontwikkeld voor het beheer van de collecties van de universiteiten. 
Er werden collecties en objecten geselecteerd die behouden moeten blijven. Ook werd er bepaald hoe de collecties beter benut kunnen worden ten behoeve van onderwijs en onderzoek en hoe de collecties toegankelijker kunnen worden gemaakt voor het brede publiek. Voor de diverse collecties zijn verschillende projecten opgestart, onder meer met betrekking tot de botanische, medische en geologische collecties. 
In 2011 lanceerde de SAE een gemeenschappelijke collectiewebsite, waarin zowel op collectie als op object gezocht kan worden. In 2014 startte het project Expeditie Wikipedia, waarvoor een Wikipedian in Residence werd aangesteld.

## Collecties
De collecties waarop de SAE zich richt, bevinden zich in diverse instellingen die deel uitmaken van de vijf universiteiten. Onder deze instellingen bevinden zich het Academisch Medisch Centrum, het Allard Pierson Museum, de Bibliotheek TU Delft, de Botanische Tuin TU Delft, de Botanische Tuinen Utrecht, het Documentatiecentrum Nederlandse Politieke Partijen, de Hortus botanicus Leiden, de Hortus Haren, het Leids Universitair Medisch Centrum, het Universitair Medisch Centrum Utrecht, de Universiteitsbibliotheek Leiden, het Nederlands Instituut voor het Nabije Oosten, de Universiteitsbibliotheek Groningen, de Universiteitsbibliotheek van Amsterdam, het Universiteitsmuseum Groningen en het Universiteitsmuseum Utrecht.